# Керглоф
Керглоф (фр. Kergloff) насеље је и општина у Француској у региону Бретања, у департману Финистер.
По подацима из 2011. године у општини је живело 940 становника, а густина насељености је износила 37,69 становника/km².

## Демографија
| 1962. | 1968. | 1975. | 1982. | 1990. | 2011. |
| ----- | ----- | ----- | ----- | ----- | ----- |
| 762   | 630   | 558   | 610   | 720   | 940   |